# Thomas Ayck
Thomas Ayck (* 17. September 1939 in Hamburg; † 25. Mai 1988 ebenda) war ein deutscher Dokumentarfilmer, Autor und Journalist.

## Leben
Thomas Ayck studierte im Anschluss an eine Lehre als Reedereikaufmann die Fächer Germanistik, Anglistik und Kunstgeschichte an den Universitäten Hamburg und Basel. 1983 wurde Ayck promoviert.
Ayck war seit 1969 als Redakteur und Dokumentarfilmer in der Hauptabteilung Kultur und Wissenschaft des NDR tätig. Zahlreiche Beiträge von ihm wurden in der noch heute bestehenden Serie Titel, Thesen, Temperamente ausgestrahlt. Sein Bekanntheitsgrad begann mit dem am 20. Oktober 1970 vom NDR gesendeten Dokumentarfilm Obszönität als Gesellschaftskritik?, der heftig umstritten war. Interviewpartner von Thomas Ayck waren
- Fernando Arrabal
- Tuli Kupferberg
- Herbert Marcuse
- Henry Miller und
- Andy Warhol.

1971 beteiligte sich Ayck – gemeinsam mit Siegfried Lenz und Uwe Herms – an den Veranstaltungen der sozialdemokratischen Wählerinitiative Nord (WIN) anlässlich der schleswig-holsteinischen Landtagswahlen, bei denen Jochen Steffen für das Amt des Ministerpräsidenten kandidierte.
Intensive Porträts erstellte Thomas Ayck unter anderem über die Schriftsteller Siegfried Lenz, Alberto Moravia, Peter Weiss, James Baldwin, Halldór Laxness sowie über die bildenden Künstler Francis Bacon und Horst Janssen. 1983 entstand sein Porträt über Ida Ehre als  Schauspielerin, Regisseurin und Theaterleiterin. Parallel zu seinen Fernsehfilmen arbeitete Ayck als Autor und Journalist.
Thomas Ayck war verheiratet. Seine Ehefrau Bärbel Ayck arbeitete als Lehrerin in Hamburg an der Max-Brauer-Schule. Das Paar blieb kinderlos. Thomas Ayck wurde auf dem Friedhof Ohlsdorf beigesetzt, die Grabstätte ist mittlerweile aufgelassen worden.

## Veröffentlichungen
- Mark Twain. Rowohlt, Reinbek bei Hamburg 1974, ISBN 3-499-50211-9.
- Jack London. Rowohlt, Reinbek bei Hamburg 1976, ISBN 3-499-50244-5.
- Carl Zuckmayer. Rowohlt, Reinbek bei Hamburg, 1977, ISBN 3-499-50256-9
- Kinderlos aus Verantwortung. Mit Inge Stolten. Rowohlt, Reinbek bei Hamburg 1979, ISBN 3-498-00012-8.
- Karp, Nachkriegskind. Rogners Edition bei Ullstein, Frankfurt, Berlin, Wien 1980, ISBN 3-548-38515-X.
- Stintfangsänger. Mit Illustrationen von Horst Janssen. Fischer, Frankfurt am Main 1986, ISBN 3-10-003302-7.
- Keine Lust auf Kinder? Eine politische Streitschrift. Mit Inge Stolten. Rowohlt, Reinbek bei Hamburg 1988, ISBN 3-499-18410-9.